# Canal Panda
Canal Panda (dawniej Panda Club) – kanał telewizyjny adresowany do dzieci, skierowany do odbiorców w Hiszpanii i Portugalii. Został uruchomiony w 1996 roku jako Panda Club; od 1997 r. funkcjonuje pod nazwą Canal Panda.